# Абрахам Паша
Абрахам Паша (тур. Abraham Paşa, арм. Աբրահամ Երամյան (Авраам Ерамян) 1833—1918) — визирь армянского происхождения, сыгравший важную роль в отношениях между Османской империей и Египетским хедивом.

## Биография
Сын армянской банкирской семьи, он был близким другом султана Абдула-азиза. Он свободно говорил по-турецки, по-арабски и по-французски и был видной фигурой в высшем обществе Бейоглу Константинополь.

## Финансовый упадок Абрахама
1883 год ознаменовал начало финансового упадка Паши, он был финансово разорён и не смог погасить свои долги. Авраам-паша был вынужден передать свои инвестиции на бирже и всю свою собственность Оттоманскому банку в 1898 году. Его личная собственность была продана банком в 1919 году биржевому маклеру по имени Манук Манукян.